# Кирилов Ігор Анатолійович
Кирилов Ігор Анатолійович (рос. Кириллов Игорь Анатольевич; 13 липня 1970 року, Кострома, РСФСР — 17 грудня 2024 року, Москва, РФ) — російський воєначальник. Генерал-лейтенант (2018). Начальник військ радіаційного, хімічного та біологічного захисту ЗС РФ.
За даними СБУ, Кирилов був причетним до застосування хімічної зброї проти українських військових.

## Життєпис
Народився 13 липня 1970 року в Костромі, почав служити 1987 року. 1991 року з відзнакою закінчив Костромське вище військове командне училище хімічного захисту.
З 1991 по 1994 рік проходив службу на посаді командира взводу в Західній групі військ. Після виходу останньої з Німеччини — у Московському військовому окрузі. З 1995 року послідовно пройшов посади від командира роти до командира окремої бригади радіаційного, хімічного та біологічного захисту.
З 2005 по 2007 рік — слухач Військової академії РХБЗ імені Маршала Радянського Союзу С. К. Тимошенка.
З 2009 року проходив службу на різних посадах Управління Начальника військ РХБЗ Збройних Сил Російської Федерації, доповнивши свій багатий професійний досвід адміністративним.
У вересні 2014 року полковника Кирилова призначено начальником Військової академії радіаційного, хімічного і біологічного захисту та інженерних військ ім. Тимошенка.
З квітня 2017 року генерал-майор Кирилов — начальник військ РХБ захисту ЗС ЗФ. Брав участь у створенні та прийнятті на озброєння нової важкої вогнеметної системи ТОС-2 «Тосочка».
З 2022 року, під час російського вторгнення в Україну Кирилова обвинувачували в причетності до використання хімічної зброї проти українських військових. За даними США і союзників, Росія використовувала отруйну речовину хлорпікрин. За даними СБУ, Кирилов відповідав за використання ЗС РФ хімічної зброї на східному і південному фронтах проти ЗСУ.
16 грудня 2024 року СБУ заочно повідомила Кирилову про підозру, як відповідальному за масове застосування російськими військами хімічної зброї проти Сил оборони України, а саме, за частиною 2 статті 28, частиною 1 статті 438 ККУ (воєнний злочин, вчинений за попередньою змовою групою осіб).

### Ліквідація
17 грудня 2024 року Кирилова було ліквідовано близько 6:00 на Рязанському проспекті 2/1 корпус 3 в Москві разом із помічником Іллєю Полікарповим. Вони загинули внаслідок детонації вибухового пристрою, закладеного в електросамокат.
За непідтвердженими даними за ліквідацієї Кирилова стоїть СБУ. Таким чином, від початку російсько-української війни він мав найвищу посаду серед ліквідованих російських військових, причетних до військових злочинів під час російсько-української війни. За 21 годину до вбивства Ігорю Кирилову СБУ заочно повідомила йому про кримінальну підозру через схвалення ним застосування хімічної зброї проти ЗСУ на фронті.
Одразу було затримано громадянина Узбекистану Ахмаджона Курбанова 1995 р.н., якого звинуватили у вбивстві Кирилова і незаконному зберіганні зброї та боєприпасів. Слідчий комітет РФ стверджував, що Курбанов розмістив бомбу на електросамокаті біля під'їзду будинку генерала, орендував машину, де встановив камеру спостереження за Кириловим. Зйомка нібито транслювалася організаторам вибуху в Дніпрі.

## Санкції
За участь у російській збройній агресії проти України внесений до санкційних списків Канади (від 23 лютого 2022 року), України (від 19 жовтня 2022 року), Великобританії (від 8 жовтня 2024 року) та Нової Зеландії (від жовтня 2024 року).
Неодноразово поширював дезінформацію про біолабораторії в Україні, безпідставно та бездоказово звинувачував Україну в розробці «брудної» ядерної бомби. Зокрема, у презентації в жовтні 2022 року як докази підготовки Україною «брудної» бомби ним були використані кадри з іншого російського пропагандистського кіно, яке намагалось перекласти відповідальність за хімічні атаки режиму Асада на рух «Білі шоломи».
16 грудня 2024 року СБУ заочно оголосила Кирилову підозру за застосування хімічної зброї проти ЗСУ.

## Пам'ять
2025 року на честь Ігоря Кирилова назвали вулицю в Нижньогородському районі Москви.

## Нагороди
- Герой Праці Російської Федерації[30][31][32] (16 серпня 2021) — за особливі трудові заслуги, самовідданість та професіоналізм, виявлені при виконанні важливих державних завдань
- Орден «За заслуги перед Вітчизною» 3-го ступеня
- Орден «За заслуги перед Вітчизною» 4-го ступеня
- Орден «За військові заслуги»
- Медаль ордена «За заслуги перед Вітчизною» 2 ступеня
- Почесний громадянин Костромської області (7 липня 2022 року) - за особливі заслуги, самовідданість і професіоналізм, виявлені під час виконання державних завдань, а також за особисті заслуги перед Костромською областю
- Медаль Святого благовірного князя Андрія Боголюбського Володимирської Єпархії Російської Православної Церкви - за особливі заслуги в справі духовно-морального виховання особового складу Збройних Сил Російської Федерації [33].